# کناری (ایسجه‌حصار)
کناری (به ترکی استانبولی: Konarı) یک منطقهٔ مسکونی در ترکیه است که در ایسجه‌حصار واقع شده‌است.